# Ilhas Bangai
Bangai (em indonésio:  Kepulauan Banggai) são um arquipélago da Indonésia localizado no extremo oriental da província de Celebes Central. Formam uma regência (kabupaten) depois de se ter separado de Luwuk. Está rodeado pelo Golfo de Tolo (Teluk Tolo), no Mar de Banda, e pelo Mar das Molucas. Os Estreitos de Peleng (Selat Peleng) separam-no da ilha Celebes. Sua capital é a cidade de Bangai localizada na ilha Bangai.
As ilhas que o constituem são 123, sendo as maiores Peleng (2340 km²), Bangai (268 km²), Bangkurung (145 km²), Celebra Besar (84 km²), Bowokan, Labobo (80 km²), Kebongan, Kotudan, Tropettenando, Timpau, Salue Besar, Salue Kecil, Masepe, e Bangkulu.